# 藤間仁
藤間 仁（ふじま ひとし、1981年10月16日 - ）は、日本の作曲家、編曲家、ギタリスト。東京都葛飾区出身。Elements Garden所属、株式会社アイニー・ミュージックカンパニー代表取締役。

## 概要
ポリシーは「追求し続けるのは『本物のサウンド』」。妻の上松美香が参加するCDを始め、アニメソング歌手を中心に数多くの楽曲提供、編曲を行う。アニメの劇伴では、ピアノやギターを主役に据えたアコースティックな楽曲が多い。志倉千代丸作曲、藤間仁編曲の水樹奈々15thシングル「SECRET AMBITION」では、オリコンチャート初登場2位を記録した。

## 経歴
2004年に南米に渡りギターの奏法を追求し、独自のアレンジ力により今までにない新しいギターの世界を広げている。音楽制作集団、Elements Gardenの一員として劇伴音楽やバンドサウンド、ストリングスサウンド、打ち込み系など多様な音楽ジャンルに柔軟に対応する作曲・編曲家として活躍中。同時に上松美香のアルバム制作に関わり、ギター演奏、作曲、編曲を担当。総合的なアルバムバランスのディレクションも行う。
2006年7月にElements Garden代表、上松範康の実妹でアルパ奏者の上松美香と結婚。そのため、彼とは義理の兄弟になる。

## 楽曲提供

### アーティスト
- 嵐
  - Reach for the sky ～天までとどけ～（編曲、JAL『先得キャンペーン 2017』CMソング）[4]
- 奥井雅美
  - FISSION（作曲・編曲 、ゲーム『グリザイアの楽園』OP主題歌）
- KAKO
  - 春風（作曲・編曲、ゲーム『サナララ』主題歌）
- かと*ふく
  - 瞑想Solitude（作曲）
  - とっておきの物語（作曲・編曲）
  - 不思議の国の…（作曲・編曲）
- カンノユウキ
  - Casting Dice（編曲、TVアニメ『あまつき』OP主題歌）
- KIRIKO
  - セパレイトブルー（作曲・編曲、ゲーム『セパレイトブルー』OP主題歌）
- 黒崎真音
  - 楽園の翼（作曲・編曲、TVアニメ『グリザイアの果実』OP主題歌）
  - 刹那の果実（作曲・編曲、TVアニメ『グリザイアの楽園』OP主題歌）
- 小松未可子
  - 未來航路（作曲・編曲、TVアニメ『モーレツ宇宙海賊』ゲストエンディングテーマ）
- 榊原ゆい
  - 片翼のイカロス（編曲、TVアニメ『H2O -FOOTPRINTS IN THE SAND-』OP主題歌）
  - 秘密仕掛けのapple（作曲・編曲、ゲーム『キミとボクとエデンの林檎』OP主題歌）
- 佐藤ひろ美
  - パステルカラーの奇跡（作曲・編曲、ゲーム『あののの。～君と過ごしたあの日あの時あの未来～』ED主題歌）
  - なんてね76's（作曲・編曲、ゲーム『ラムネ』OP主題歌）
  - Angelic Symphony（編曲、ゲーム『GALAXY ANGEL Eternal Lovers』OP主題歌）
  - 時代の無双花（編曲、TVアニメ『機動新撰組 萌えよ剣』OP主題歌）
  - Brilliant Moon 〜月白炎〜（編曲）
  - アンバーワールド（作曲・編曲、ゲーム『アンバークォーツ』OP主題歌）
- 茶太
  - プレゼント（作曲・編曲、ゲーム『ISLAND』ED主題歌）
- NANA
  - ナギサの（作曲・編曲、ゲーム『ナギサの』主題歌）
- 南條愛乃
  - あなたの愛した世界（作曲・編曲、TVアニメ『グリザイアの果実』ED主題歌）
  - 黄昏のスタアライト（作曲・編曲、TVアニメ『グリザイアの楽園』 カプリスの繭編 ED主題歌）
  - きみを探しに（作曲・編曲、TVアニメ『グリザイアの楽園』ブランエールの種編 ED主題歌）
  - サヨナラの惑星（作曲・編曲、TVアニメ『グリザイア：ファントムトリガー THE ANIMATION』ED主題歌）
  - 藪の中のジンテーゼ（作曲・編曲、TVアニメ『文豪とアルケミスト～審判の歯車～』 ED主題歌）
  - 涙流るるまま（作曲・編曲、TVアニメ『グリザイア：ファントムトリガー THE ANIMATION スターゲイザー』ED主題歌）
  - 新世界（作曲・編曲、スマートフォンアプリ『グリザイア クロノスリベリオン』OP主題歌）
  - シュガーポット（作曲・編曲）
  - 瓦礫に咲く花（作曲・編曲、PC版ゲーム『グリザイア クロノスリベリオン』ED主題歌）[5]
- 飛蘭
  - SERIOUS-AGE（作曲・編曲、劇場版アニメ『ブレイク ブレイド』ED主題歌）[6]
  - 終末のフラクタル（作曲・編曲、ゲーム『グリザイアの果実』OP主題歌）
- 佐咲紗花
  - ワールドエンド（作曲・編曲、ゲーム『グリザイアの迷宮』OP主題歌）
- 水樹奈々
  - 残光のガイア（作曲・編曲、テレビ朝日『セレクションX』ED主題歌）
  - Crystal Letter（編曲、ゲーム『WILD ARMS the Vth Vanguard』ED主題歌）
  - SECRET AMBITION（編曲、TVアニメ『魔法少女リリカルなのはStrikerS』OP主題歌）
  - Trinity Cross（編曲、TVアニメ『ロザリオとバンパイア CAPU2』ED主題歌）
  - 深愛（編曲、TVアニメ『WHITE ALBUM』OP主題歌、日本テレビ系『音楽戦士 MUSIC FIGHTER』POWER PLAY）
  - Song Communication（作曲・編曲、TOKYO FM『水樹奈々のMの世界』ED主題歌）
  - SCARLET KNIGHT（作曲・編曲、TVアニメ『DOG DAYS』OP主題歌、テレビ朝日『お願い!ランキング』4月度ED主題歌、愛媛朝日テレビ『LoveChu!Chu!〜AMIちゃんねる〜』4月度ED主題歌）
  - POP MASTER（編曲、日本テレビ系『第31回全国高等学校クイズ選手権』応援ソング、アイドル育成携帯ゲーム『アイドルをつくろう♪』主題歌）
  - ONE（編曲、NHK BSプレミアム『あにまるワンだ〜』ED主題歌）
  - BRIGHT STREAM（編曲、映画『魔法少女リリカルなのは The MOVIE 2nd A's』主題歌）
  - Sacred Force（編曲、映画『魔法少女リリカルなのは The MOVIE 2nd A's』挿入歌）
  - 奇跡のメロディア（編曲、ゲーム『シャイニング・アーク』主題歌）
  - 愛の星（編曲、映画『宇宙戦艦ヤマト2199』第七章ED主題歌）
  - 終末のラブソング（編曲、TVアニメ『クロスアンジュ 天使と竜の輪舞』ED主題歌）
  - レイジーシンドローム（編曲、TOKYO FM『水樹奈々のMの世界』エンディングテーマ）
  - Exterminate（編曲、TVアニメ『戦姫絶唱シンフォギアGX』オープニングテーマ）
  - Glorious Break（編曲、TVアニメ『戦姫絶唱シンフォギアGX』挿入歌）
  - No Rain, No Rainbow（編曲、TVアニメ『デュエル・マスターズ キング』オープニングテーマ）
- MICHI
  - Secret Sky（作曲・編曲、TVアニメ『六花の勇者』ED主題歌）
  - Desperado（作曲・編曲）
  - 流星（作曲・編曲）
  - I4U（作曲、TVアニメ『つぐもも』ED主題歌）
- 水瀬いのり
  - Million Futures（作曲・編曲、iOS/Android版『乖離性ミリオンアーサー』新章 主題歌）
  - BLUE COMPASS（編曲）
  - REAL-EYES（作曲・編曲、TVアニメ『現実主義勇者の王国再建記 第二部』オープニングテーマ）
- 木蓮
  - Escarlata（作曲・編曲、ゲーム『Scarlett』主題歌）
- やなぎなぎ
  - Rainy veil（作曲・編曲、TVアニメ『グリザイアの果実』 エンジェリック・ハゥル編 ED主題歌）
  - オラリオン（作曲・編曲、TVアニメ『終わりのセラフ 名古屋決戦編』 ED主題歌）
- YURIA
  - 120円の春（作曲・編曲、ゲーム『120円の春 \120Stories』OP主題歌）

### アニメ・ゲーム
- 蒼の彼方のフォーリズム
  - NIGHT FLIGHT（作曲・編曲）
- 戦姫絶唱シンフォギア
  - 絶刀・天羽々斬（作曲・編曲）
  - FIRST LOVE SONG（編曲）
- 戦姫絶唱シンフォギアG
  - 月煌ノ剣（作曲・編曲）
  - 手紙（作曲・編曲）
- 戦姫絶唱シンフォギアGX
  - TRUST HEART（作曲・編曲）
- 戦姫絶唱シンフォギアAXZ
  - 負けない愛が拳にある（作曲・編曲）
  - ルミナスゲイト（編曲）
- BanG Dream!
  - ときめきエクスペリエンス!（編曲）
  - どきどきSING OUT!（作曲・編曲）
  - 走り始めたばかりのキミに 〜Acoustic Ver.〜（編曲）
  - Yes! BanG_Dream! 〜Acoustic Ver.〜（編曲）
  - えがおのオーケストラっ!（作曲・編曲）
  - ハピネスっ！ハピィーマジカルっ♪（作曲・編曲）
  - ゴーカ!ごーかい!?ファントムシーフ!（作曲・編曲）
  - YAPPY! SCHOOL CARNIVAL☆彡（作曲・編曲）
  - キミがいなくちゃっ！（作曲・編曲）
- WHITE ALBUM
  - ガラスの華（作曲・編曲）

### 舞台
- 宝塚歌劇団
- 月組『アリスの恋人』－Alice in Underground Wonderland－(2011年)
  - Your Story（作曲・編曲）

- 星組『怪盗楚留香外伝 -花盗人-』(2013年)
  - 流れる星のように（作曲・編曲）

- 雪組『Shall we ダンス?』(2013年)
  - Let’s start a party night（作曲・編曲）
  - CHANGE（作曲・編曲）

- 花組『はいからさんが通る』(2017)
  - 大正浪漫恋歌（作曲・編曲）
  - 冬星の歌（作曲・編曲）
  - パレード(大正浪漫恋歌)（作曲・編曲）

## 音楽担当

### アニメ
2006年
- かしまし 〜ガール・ミーツ・ガール〜 - 磯江俊道、細井聡司との共作

2007年
- sola

2008年
- 君が主で執事が俺で - 上松範康との共作

2009年
- WHITE ALBUM - 藤田淳平との共作

2010年
- B型H系 - 藤田淳平との共作
- 祝福のカンパネラ - 上松範康、藤田淳平との共作
- 世紀末オカルト学院 - 上松範康、藤田淳平との共作

2011年
- うたの☆プリンスさまっ♪ マジLOVE1000% - 藤田淳平との共作

2012年
- 戦姫絶唱シンフォギア - 上松範康、藤田淳平との共作
- モーレツ宇宙海賊 - 上松範康、藤田淳平との共作
- イクシオン サーガ DT - 藤田淳平との共作

2013年
- うたの☆プリンスさまっ♪ マジLOVE2000% - 藤田淳平との共作

2014年
- 劇場版 モーレツ宇宙海賊 亜空の深淵 - 上松範康、藤田淳平、Evan Callとの共作
- 神々の悪戯 - 藤田淳平、Evan Callとの共作

2015年
- うたの☆プリンスさまっ♪ マジLOVEレボリューションズ - 藤田淳平との共作
- 戦姫絶唱シンフォギアGX - 藤田淳平、Evan Callとの共作

2016年
- うたの☆プリンスさまっ♪ マジLOVEレジェンドスター - 藤田淳平との共作

2017年
- BanG Dream! - 藤田淳平、藤永龍太郎との共作
- 戦姫絶唱シンフォギアAXZ - 藤田淳平との共作

2018年
- 転生したらスライムだった件

2019年
- BanG Dream! 2nd Season - 藤田淳平、藤永龍太郎との共作
- グリザイア:ファントムトリガー THE ANIMATION - 松本文紀との共作
- 戦姫絶唱シンフォギアXV - 藤田淳平との共作

2020年
- BanG Dream! 3rd Season - 藤田淳平、藤永龍太郎との共作

2021年
- ヴィジュアルプリズン - 菊田大介、近藤世真との共作

2022年
- 劇場版 転生したらスライムだった件 紅蓮の絆編

2023年
- BanG Dream! It's MyGO!!!!! - 藤田淳平との共作
- 転生したらスライムだった件 コリウスの夢
- 冒険者になりたいと都に出て行った娘がSランクになってた - 都丸椋太との共作

2024年
- 治癒魔法の間違った使い方 - 近藤世真との共作

### ゲーム
2003年
- セパレイトブルー - 藤田淳平、上松範康との共作

2004年
- そらうた

2005年
- 思春期

2007年
- ワイルドアームズ クロスファイア - 複数の作曲家との共作
- ナギサの - 複数の作曲家との共作

2008年
- 幻想水滸伝ティアクライス - 複数の作曲家との共作
- ほしうた

2009年
- そらいろ

2010年
- GARNET CRADLE sugary sparkle - 中山真斗との共作
- うたの☆プリンスさまっ♪ - 藤田淳平、菊田大介、中山真斗との共作

2011年
- グリザイアの果実 - 藤田淳平、母里治樹との共作

2012年
- グリザイアの迷宮 - 複数の作曲家との共作
- リトルウィッチ パルフェ 黒猫魔法店物語

2013年
- 木洩れ陽のノスタルジーカ
- グリザイアの楽園 - ピクセルビー、岩橋星実、松本文紀との共作
- 神々の悪戯 - 藤田淳平、菊田大介との共作

2014年
- シャイニング・レゾナンス - 藤田淳平、Evan Callとの共作

2015年
- ファイナルファンタジー ブレイブエクスヴィアス - 上松範康、藤田淳平、都丸椋太との共作

2017年
- グリザイア:ファントムトリガー - 松本文紀との共作

2019年
- WAR OF THE VISIONS ファイナルファンタジー ブレイブエクスヴィアス 幻影戦争 - 複数の作曲家との共作

2020年
- グリザイア クロノスリベリオン

2023年
- 結合男子 -Elements with Emotions- - 竹田祐介、近藤世真との共作

### 舞台
- 劇団シャイニング 天下無敵の忍び道（2017年） - 藤田淳平、菊田大介との共作
- 劇団シャイニング マスカレイドミラージュ（2018年） - 藤田淳平、菊田大介との共作
- 劇団シャイニング JOKER TRAP（2018年） - 藤田淳平、菊田大介との共作
- 劇団シャイニング BLOODY SHADOWS（2020年） - 藤田淳平、菊田大介、近藤世真との共作

### その他
- JR西日本 宇野線「La Malle de Bois」車内BGM[7]